# PQ-6
PQ-6 — арктический конвой времён Второй мировой войны.
PQ-6 был отправлен в СССР 8 декабря 1941 года, от берегов Исландии со стратегическими грузами и военной техникой из США, Канады и Великобритании. В его состав входило 8 грузовых судов. Его сопровождали крейсер, два эсминца, два тральщика и два вооружённых траулера. 20 декабря 1941 года он прибыл в Архангельск.
Конвой достиг своего места назначения в полном составе.

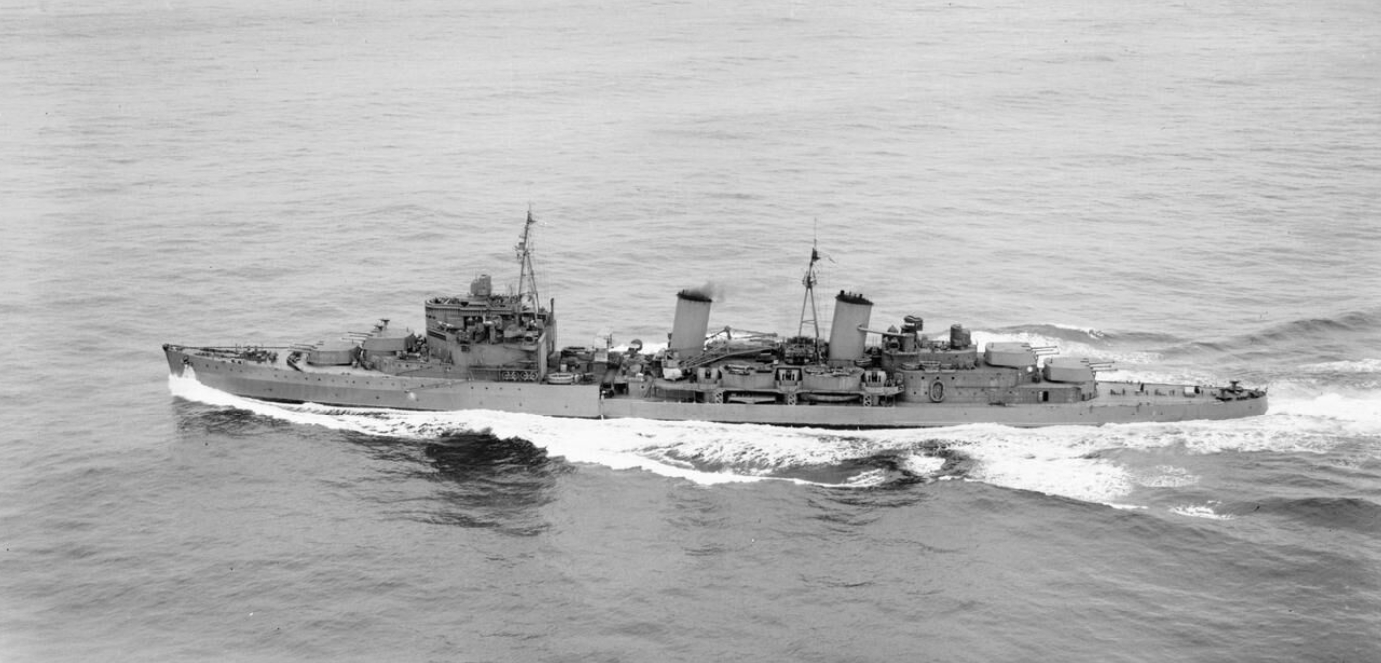
HMS Edinburgh — флагман конвоя